# Zsolt Erőss
Zsolt Erőss (* 7. března 1968 – 21. května 2013) byl maďarský horolezec. Erőss měl vylezeno 10 ze 14 osmitisícových vrcholů, byl tak nejúspěšnějším maďarským vysokohorským lezcem. Stal se rovněž prvním maďarským horolezcem, který úspěšně vystoupil na Mount Everest. Zahynul při sestupu ze své desáté vylezené osmitisícovky Kančendžengy.

## Horolezecké úspěchy
Erőss se narodil ve městě Miercurea Ciuc v Rumunsku. S horolezectvím začal v roce 1981, ve věku 13 let. Od roku 1988 žil v Maďarsku a o čtyři roky později získal i maďarské občanství. V roce 1990 začal jezdit do vysokých hor a roku 1999 vystoupil na Nanga Parbat, svou první osmitíscovku. O tři roky později vystoupil jako první maďarský horolezec na nejvyšší horu světa Mount Everest. Za tento výstup získal Maďarský záslužný kříž. V roce 2003 se neúspěšně pokoušel o novou cestu na Gašerbrumu I, kde se vrátil jen asi 70 metrů pod vrcholem a za dva roky následoval také neúspěšný pokus na K2. Roku 2010 se v Tatrách dostal pod lavinu. Přežil, ale přišel o nohu. Přesto dál lezl s protézou, neúspěšně se pokoušel o osmitisícovky Čo Oju a Annapurnu a další dvě, Lhoce a Kančendžengu, s ní dokonce zdolal. Při sestupu z Kančendžengy ovšem Erőss i jeho spolulezec Peter Kiss zahynuli.

## Úspěšné výstupy na osmitisícovky
- 1999 Nanga Parbat (8125 m)
- 2002 Mount Everest (8849 m) – první maďarský výstup
- 2003 Gašerbrum II (8035 m)
- 2006 Dhaulágirí (8167 m)
- 2007 Gašerbrum I (8068 m)
- 2007 Broad Peak (8047 m)
- 2008 Makalu (8465 m)
- 2009 Manáslu (8163 m)
- 2011 Lhoce (8516 m)
- 2013 Kančendženga (8586 m)

## Další úspěšné výstupy
- 1990 Elbrus (5642 m)
- 1991 Chan Tengri (7010 m)
- 1991 Džengiš Čokusu (7439 m)
- 1993 Pik Lenina (7134 m)
- 1994 Štít Korženěvské (7105 m)
- 1994 Qullai Ismoili Somoni (7495 m)
- 1999 Nanga Parbat (8126m)
- 2002 Csomolungma (8848m)
- 2003 Gasherbrum II (8035 m)
- 2001 Aconcagua (6961 m)
- 2004 Kilimandžáro (5895 m)
- 2006 Dhaulagiri (8167 m)
- 2007 Broad Peak (8047 m)
- 2007 Gasherbrum I (8068 m)
- 2008 Makalu (8463 m)
- 2009 Manaszlu (8163 m)
- 2011 Lhoce (8516m) s protetickou nohou
- 2013 Kancsendzönga (8586 m) s protetickou nohou